# Український іконопис
Іконотворчість та українське ікономалярство

Іконотворчість — релігійне мистецтво творення ікон. Терміном «ікона» (від грец. είκών — зображення, образ) у мистецтвознавстві означають мальоване фарбами, викладене мозаїчною смальтою, скомпоноване у вигляді скляного вітража, різьблене на дереві або камені чи відлите з металу у вигляді невисокого барельєфа зображення Ісуса Христа, Пресвятої Богородиці Марії, апостолів, пророків і канонізованих православних (див. Православ'я) та католицьких (див. Католицизм) церквами святих. У православ'ї та католицизмі ікона — це винятковий священний атрибут. У католицизмі, однак, ікона менш уживана, ніж у православ'ї. В ін. християн. конфесіях (див. Християнство) ікона або майже не вживається, або зовсім не вживається, як, напр., у протестантизмі та сучасній Вірменській апостольській церкві. Ін. релігії, як моно- (юдаїзм, іслам), так і політеїстичні (індуїзм, кришнаїзм, буддизм, синтоїзм тощо) не використовують у місцях моління ікон своїх святих, хоча політеїстичні релігії і вживають ін. типу зображення для поклоніння чи прикрашання своїх молільних місць чи споруд.

## Віра в іконні образи як у священні реалії
Усупереч твердженню деяких християн протестантського віровизнання, а також нехристиян, що ікона розвиває ідолопоклонські нахили віруючої людини (з посиланням при цьому на 2-гу заповідь Божу – Книга Повторення Закону, 5:7–10), православні і католики вірять у те, що ікони є "спадкоємицями" тих зображень Ісуса Христа, які Він, за переказами Церкви, лишив по собі (мова йде про 3 автентичні Його зображення: 2 Нерукотворні Образи на тканинах і погребальне полотнище із зображенням Його тіла в момент воскресіння з мертвих – т. зв. Туринська плащаниця), а також намальованого, згідно з іншими церковними переказами, апостолом і євангелістом Лукою образу Пресвятої Богородиці Марії. Віра в іконні образи як у священні реалії є основоположною засадою становлення і подальшого розвитку іконотворчості аж до нашого часу. Хоч чимало ранніх ікон не збереглося, але, оскільки те, що на них було зображено, постійно копіювалося майже без змін, то ці зображення у своїх формальних рисах та іконографічних особливостях дійшли до нас такими ж, якими вони були на початку їх створення. Цей факт робить іконні зображення важливим джерелом історичним. З канонізацією нових святих помісними (автокефальними) церквами число святих у християнстві постійно зростає, сьогодні воно сягає кількох тисяч. Традиційно ікона з кожного канонізованого святого малюється на основі збережених рисунків чи інших даних про його зовнішність або опису його зовнішності. В кожному з храмів представлена досить обмежена кількість ікон, згрупованих в іконостасі: мучеників, святителів, чудотворців Ранньої Церкви (1–4 ст.) та Церкви Середньовіччя (5–15 ст.). Т. зв. класичний корпус святих складають зображення християн, які загинули за віру Христову і нетлінні мощі (чи їх частини) яких збереглися і виявили чудотворний вплив на віруючих. Такими є зображення, наприклад, св. Юрія Змієборця (Георгія Переможця), св. Івана Воїна, св. Катерини, св. Варвари великомучениці, св. Параскеви П'ятниці, св. Миколая Чудотворця; а в Київській Русі – святих Бориса і Гліба, а також святих равноапостольних Володимира (див. Володимир Святославич) й Ольги, святих Антонія Печерського й Феодосія Печерського та ін.

## Зображення давніх і нових святих
Зображення давніх святих домінує в іконостасах храмів візантійської церковної традиції східної обрядовості – православних і греко-католиків (див. Українська греко-католицька церква). Проте цих святих за чисельністю значно менше, ніж святих, канонізованих упродовж останніх чотирьох–п'яти століть різними помісними Церквами. Оскільки ж іконостаси можуть вмістити обмежену кількість ікон, навіть коли йдеться про найвищі іконостаси з 5-ти ярусів, то для ликів нових святих тієї чи ін. помісної Церкви в її храмах традиційно відводяться або бічні вівтарі, або стіни за престолом головного вівтаря, або стіни й стовпи, кіоти та аналої (тобто невеличкі прямокутні чи скісні столики для покладання ікон або книг Святого Письма) в основному приміщенні храму, де моляться віруючі. Так вирішується проблема представлення в храмах зображень давніх і нових канонізованих святих.

## Призначення ікони
Ікона має чимало спільних рис зі світським портретом, але істотно відрізняється від портрета своїм призначенням і стилістичними особливостями. Найістотніше призначення ікони – молитовне: молільник-християнин під час молитви, стоячи перед іконою й споглядаючи на святого, молитовно призиває святого у співмолільники. Крім цієї функції, ікона має ще чотири:

1) є зоровим образом персонажів Святого Письма (Біблії) – Господа Ісуса Христа, Пресвятої Богородиці, апостолів, пророків;

2) є зоровим образом багатьох святих Святого переказу, тобто записаних духовно-повчальних епізодів 2-тисячолітньої історії Церкви;

3) є сутнісним елементом при здійсненні богослужінь у храмах, зокрема, найважливішого з них – Божественної Літургії;

4) є обов'язковою прикрасою храму, службового приміщення чи приватного помешкання віруючої людини.
Усі ці 5 функцій ікони – віроповчальні, що не властиве, звичайно, світському портретові. Завдяки таким функціям ікона не тільки тісно пов'язана з богословською наукою (церковним ученням про Бога), а й є органічною частиною богослов'я, його зображальною стороною – іконологією. Супротивники ікон або зовсім заперечують віроповчальне значення зображень святих, трактуючи ці зображення як ухил в ідолопоклонство, або визнають ікону лише як особливу за стилем, але звичайнісіньку за сутністю ілюстрацію до Святого Письма. Свого часу, щоб ствердити віроповчально-богословське значення ікони, VII Вселенський собор (787; див. Собори вселенські) в Нікеї (нині м. Ізнік, Туреччина) засудив іконоборство та утвердив канон ікон (тобто церковно-законодавчу їх обов'язковість). Від середини 9 ст. Вселенська церква низкою реформ ввела ікони в богословський канон у таких трьох моментах: іконології (богословському вченні про ікони), іконографії (категорії святих, які мають бути змальовані на іконах), іконотехніки (засобів, матеріалів, стилістичних прийомів малювання ікон).

## Формування іконотворчих шкіл
Утвердження канону ікон упродовж 9–10 ст. у Візантії збіглося з християнізацією багатьох країн і народів Сходу й Заходу. Разом зі Святим Письмом та візантійською обрядовістю Константинополь передавав новоохрещеним народам завершену у своїй богословській та мистецько-естетичній суті іконотворчу спадщину. Хоча народи Вірменії та Грузії були охрещені ще в перші віки християнської ери, але їхні національні школи іконотворчості сформувалися лише на межі 1 й 2 тисячоліть, особливо щодо стилю та матеріалів виготовлення ікон. Вірменська церква практикувала ілюстративний принцип ікон, часто ігноруючи константинопольські приписи щодо того, кого і як треба малювати на іконах. Вірменські храмові зображення багато в чому залежать від мальованої книжної мініатюри на рукописних пергаментних кодексах (зшитих книгах) і звитках. Грузинська православна церква пильніше дотримується візантійських приписів, хоча місцеві майстри, поряд із малярством, прихильні до металевої чеканки та до вирізьблювання ікон-барельєфів на камені.
По-своєму формуються регіональні школи іконотворчості на Балканах і в Київській Русі. Материкова й острівна Греція найбільш послідовно впроваджувала в життя церковні приписи щодо ікон. Греки утворювали чимало локальних шкіл ікономалярства, важливішими з яких були: столична константинопольська, нікейська, солунська, кіпрська, критська, містрійська, трапезундська. До початку 11 ст. в цих ікономалярських школах спостерігалося значне розмаїття в іконографії й стилістиці. Цим були незадоволені Константинопольська патріархія (див. Константинопольський патріархат) й імператорський двір. З утвердженням сильної влади держави і Церкви при імператорській династії Комнінів (1081–1185) Константинополь домагається єдності іконографії по всій Візантійській імперії. Ікони набувають монументального вигляду; образи святих стають дуже суворими; на зображеннях переважають темні тони коричнево-брунатних та синьо-зелених відтінків. Стиль цих ікон дістає назву "комнінівського" – і саме він нав'язується слов'янським народам Балканського п-ова – болгарам, македонцям, сербам, боснійцям, чорногорцям.

## Іконотворчість у Київській Русі
Дещо іншим шляхом розвивалася іконотворчість у Київській Русі. Хрещення Київської Русі стало спонукою інтенсивного розвитку ікономалярства, особливо цьому сприяло те, що в мурованих храмах Києва, в Десятинній церкві (989–996) та Софійському соборі (1-ша половина 11 ст.) були іконостаси. На жаль, ці іконостаси не збереглися, а тому важко говорити про їхній зміст, характер і стиль. Але, судячи з опису життя й творчості визначного майстра київських ікон св. Алімпія Печерського (цей опис містився в Патерику Києво-Печерському, новела "Преподобний Алімпій Іконописець") та записів про заснування малярської майстерні в Києво-Печерському монастирі (див. Києво-Печерська лавра, Лаврська іконописна школа; новели Патерика "Прихід церковних майстрів з Царгорода", "Прибуття царгородських малярів до ігумена Никона", "Чудо, яке збулось перед Богородичною іконою"), в Києві комнінівський "темний" стиль ікон протримався недовго. Уже з 11 ст. в Києві формується місцева школа ікономалярства.
Київ і вся Русь досить вибірково поставилися до запропонованої візантійськими малярськими осередками іконографії, не прийняли деяких варіантів ікон Богородиці ("Гра", "Годувальниця грудьми", "Вознесіння Богородиці на небо"), Ісуса Христа ("Спас – Ангел великої ради"), відмовилися вводити у вжиток образи багатьох невідомих або маловідомих місцевому людові грецьких святих. Натомість наші митці почали малювали образ Богородиці Покрови, якої не було в грецьких і слов'яно-балканському ікономалярстві, а також образи місцевих святих – Ольги, Володимира Святославича, Бориса і Гліба, Антонія Печерського, Феодосія Печерського. Істотних змін зазнала стилістика ікон. Найперше – це відмова від "темної" палітри й значне просвітлення фарб; перехід від масивної, важкої на вигляд форми до полегшеної; щедре запровадження лінійної стилізації – пробілів, асистів (невеликих рисок золотистого кольору) та ін. декоративних елементів; заміна типових східних ликів (облич) святих на місцеві, слов'янські; уникання надмірної деформованості предметного середовища навколо святих, пейзажу й простору взагалі (зворотної перспективи, гір у формі кристалів, будівель у вигляді карткових макетів тощо).
Тривалий час київська школа іконотворчості була головною й найпотужнішою на українських землях. Київські ікони цінувалися так високо, що їх замовляли за срібло й золото єпископи та світські вельможі. Писемних даних про існування тоді інших розвинутих осередків малювання ікон немає. Хоча можливо, що невеликі ікономалярські майстерні були при єпархіях у Володимирі, Чернігові, Переяславі, Новгород Великий. За доби Київської Русі східні окраїни нашої держави зовсім не мали ні ікономалярів, ні малярських шкіл. Удільні князі з Суздаля (нині місто Владимирської обл., РФ), Владимира-на-Клязьмі (нині м. Владимир, РФ) організовували грабіжницькі набіги на столичний Київ, щоб серед найцінніших скарбів забрати й ікони. Найвідоміше пограбування ікон здійснив 1169 владимирській і суздальський кн. Андрій Боголюбський; з Києва він вивіз чудотворну Вишгородську ікону Богородиці Ніжності (див. Вишгородська ікона Богоматері) й багато інших ікон.
У добу Київської Русі іконостаси в храмах були невисокі – з одного яруса ікон. Кафедральні собори в єпископських містах оздоблювалися іконами, замовленими в майстернях при соборі св. Софії, при Десятинній церкві і в Печерському монастирі. Можливо, в Києві, крім цих трьох ікономалярських осередків, були ще й інші майстерні: при Димитріївському, Михайлівському Золотоверхому монастирі (див. Києво-Михайлівський Золотоверхий монастир), Видубицькому Свято-Михайлівському монастирі, в Китаївському печерному скиті, Кловському монастирі, у світських ремісників на Подолі. Київ цілком міг задовольнити запити на ікони всієї держави, особливо її південної та південно-західної частин.

### Іконотворення в Галицько-Волинському князівстві
Від 13 ст. осередки іконотворення з'являються в Галицько-Волинському князівстві. Майстри й підмайстри поступово відходять від візантійського стилю. Зберігається тільки богословська основа ікони – її заохочення до молитви. В стилістичному та іконографічному відношеннях українська ікона пізнього середньовіччя, тобто 13–15 ст., розвивається в спільному ключі з пізньовізантійським ікономалярством "палеологівського" стилю, дуже поширеного в ареалі візантійських впливів доби династії Палеологів (1261–1453). Характерні особливості цих ікон – тенденція до монументалізації, суворі аскетичні вирази ликів святих, героїзація образів Божих угодників, певна пасіонарність, тобто готовність до жертв і страждань.
Істотний злам настає в українському ікономалярстві в 16 ст. Воно знехтувало більшістю рис візантійського стилю й наблизилося своєю ясністю й лаконічністю до українського народного мистецтва. Інша важлива особливість – надання іконам життєрадісних рис у дусі ренесансних (див. Відродження) новацій, вироблення місцевого українського православного варіанту ікономалярства.

## Стилі ікон
У греків, болгар, сербів, православних сирійців та ліванців, албанців, румунів, росіян стиль ікон був упродовж віків зорієнтований на візантійське сакральне мистецтво з дуже незначним виявом місцевих особливостей. Навпаки, православні грузини, білоруси й українці за стилем помітніше віддалилися від візантійських засобів іконного малярства. В грузинів розквітала шляхетна витончена декоративність східних мотивів; у білорусів та українців ікони були максимально наближені до багатого народного малярства – портрета і народної побутової картини. Ще в добу Київської Русі руські маляри відмовилися дотримуватися єдиного стилю й прилучилися до пошуку стилістичних новацій, що було характерно також для більшості європейських країн.
Відомі кілька стилів зображення святих в українському ікономалярстві. Перший стиль – це візантинізм, що утвердився у Візантії після поразки іконоборства, й саме він був прийнятий малярами Русі після хрещення ("комнінівський" стиль ікон). Він домінував від кінця 10 до середини 13 ст. Визначним його представником був Алімпій Печерський.

## «Палеологівський» стиль
Другий стиль українського ікономалярства – теж візантійського походження, але вже з помітнішими змінами в бік стилю доби Передвідродження – це "палеологівський" стиль. У цьому стилі намальовані кращі українські ікони 2-ї половини 13 – кінця 15 ст. В іконі переважають теми: героїчна (образи святих воїнів), мученицька (образи мучеників за християнську віру), заступницька (образи Богородиці, яка молитовно просить Господа заступитися за покривджений український народ). Стилістичною особливістю палеологівського візантинізму був контраст у сполученнях кольорів, виразна контурність і лінійність у малярських засобах.

## Ренесанс
Ренесанс – третій стиль ікон в українському ікономалярстві – розвивається в 16 ст. Його ознаки: надання ликам святих вигляду, близького до вигляду європейської людини, змалювання обличчя не темновохристими, а світловохристими відтінками кольору, поступова заміна локального кольору змішаним, уведення світлотіні й використання побутових деталей. 16 століття в українському ікономалярстві було століттям іконографічної реформи.

## Бароко
Бароко – четвертий стиль українського ікономалярства (про бароко як культурну епоху – див. Бароко). Він утвердився на переломі 16 і 17 ст. й тривав два віки – до кінця 18 ст. Ікони бароко відзначаються соковитістю барв, декоративністю в усьому – від мальовничого трактування численних складок одягу святих до тисненого золоченого тла й пишно різьблених рам, колонок та арок іконостаса.
На українську барокову ікону найбільше нападали й продовжують нападати прихильники візантинізму в ікономалярстві. Стиль бароко в іконі виставляється цими критиками як такий, що знищив духовність, секуляризував ікону (тобто прирівняв її до світського малярства), заповнив ікону західними елементами.
Бароко в українському ікономалярстві, однак, не тільки не знищило духовність, а навпаки – надало цій духовності нових вимірів, розвинуло її.
Духовну наповненість українських барокових ікон запримітили й іноземці. Серби пристосували українське бароко до свого ікономалярства. Вчитися малювати ікони в стилі українського бароко приїжджали до Києва білоруси й румуни, болгари та росіяни, молдовани і греки. Сирійський араб, православний архідиякон Павло Алеппський, супроводжуючи антіохійського патріарха Макарія III (див. Антіохійський патріархат) в Україні (1654 й 1656), залишив захоплені описи українських барокових церков, ренесансно-барокових іконостасів та окремих ікон. Він писав, що, перебуваючи перед тим у неволі й рабстві, козаки нині живуть у радощах, веселощах та на волі; спорудили соборні церкви, створили боголіпні ікони, чесні й божественні іконостаси й корогви; церкви тут одна від одної величніші, кращі, вишуканіші, вищі й більші; іконостаси, тябла та ікони одні від одних гарніші й досконаліші, навіть сільські церкви одна від одної кращі. Про іконостас Богородичної церкви в м. Васильків Павло писав як про твір пишного бароко. Він бачив багато іконостасів, починаючи від грецьких країн і до Москви, але ніде не бачив іконостаса, подібного або рівного до цього. Ікона Владичиці, на його думку, – велична й прекрасна – вражає подивом розум; подібної сирійці ніколи не бачили. Богородиця так чудово намальована, що ніби говорить; одяг її – ніби темно-червоний блискучий оксамит, тло темне, а складки ясні, мов складки справжнього оксамиту. Щодо обруса (хустки Марії), який, спадаючи донизу, закривав її чоло, то здається, що він ніби переливається й ворушиться. Її обличчя й вуста дивують своєю красою. Господь сидить на її лоні й ніби говорить.
Українське бароко було позбавлене відтінків як трагічності чи драматизму, так і тужливого макабризму (від іспанського macabro – похоронний), якими часто позначені твори цього стилю в західних країнах. Воно приберегло життєрадісну ноту ренесансного мистецтва.

## Класицизм
Класицизм – п'ятий стиль ікон в українському ікономалярстві. В стилі класицизму змальована більшість ікон 19 й навіть 1-ї пол. 20 ст. Виняткову увагу ікономалярі зосереджували на композиції, пропорціях, світлотіні, перспективі й колориті. Поступово відходить у минуле малювання ікон яєчною темперою на дошках, покритих левкасом і скріплених тонкою тканиною – паволокою; натомість запроваджується олійне малярство на полотні. Образи Ісуса Христа, Пресвятої Богородиці, святих і преподобних змальовані в спокої та рівновазі. Елементи пейзажу, які часто вводилися в композицію ікон стилю бароко, знову замінюються золоченим і рельєфно тисненим тлом, як і в іконах ренесансного стилю, а самі постаті об'ємні, без натяку на площинність. В іконі класицизму завершується процес європеїзації ликів святих (а в ікономалярстві народної течії – навіть українізації цих ликів) з ретельним виписуванням зовнішності та психологізацією (ікони В.Боровиковського, Л.Долинського, І.Сошенка, К.Пимоненка, М.Пимоненка, М.Мурашка, Ю.Панкевича, І.Їжакевича).

## Модернізм
Модернізм – шостий стиль українського ікономалярства, який, однак, сформувався не на українських землях. Він перетворився з поодиноких експериментів митців української діаспори на явище в українському ікономалярстві. В пошуках більшої духовності митці української діаспори (Ю.Новосільський з Польщі, Р.Глувко з Великої Британії, О.Мазурик з Франції, М.Левицький і Т.-Ю.Снігурович з Канади) вдаються до загострення характеристик образів святих, а для посилення експресії змінюють форму й традиційні іконні кольори, запроваджують власну іконографію, не засновану на традиціях.

## Стильовий синкретизм
Стильовий синкретизм – це не сьомий стиль, а стильовий синтез в ікономалярстві 2-ї половини 20 ст. Його корені сягають творчості М.Бойчука, який зробив спробу відродити "палеологівський" стиль в українському малярстві – не так у церковному, як у світському. Самого М.Бойчука, його твори та твори його учнів комуністична влада в 1930-х рр. фізично знищила.
Після поразки української революції 1917–1921 розвиток українського ікономалярства в УСРР–УРСР припинився. 1930 в УСРР більшовики розгромили Українську автокефальну православну церкву, розгром супроводжувався спаленням, рубанням, розкраданням найцінніших ікон та іконостасів. Після Другої світової війни більшовики зробили те саме з Українською греко-католицькою церквою (див. також Львівський собор Української греко-католицької церкви 1946). Багато ієрархів та священиків було заарештовано, піддано тортурам, вислано в Сибір. Нитка ікономалярства місцевої традиції в Західній Україні обірвалася. Ікономалярство перемістилося в розсіяні по всьому світі українські церковні громади, до тамтешніх майстерень українських митців. Вірні Церкви в УРСР могли лише оберігати ікони, колекціонувати їх задля збереження для нащадків, перемальовувати й тільки зрідка потай малювати нові. Особливого поширення в той час у народі набули фотографії ікон.

## Після II світової війни
Після II світової війни на закордонні, де жили українці, почалася активна розбудова українських храмів – від Західної Європи до США і Канади, від Бразилії й Аргентини до Австралії. Виникла потреба в архітекторах, різьбярах іконостасів, у малярах. Запити породжували пропозиції: до ікони вдалися майстри, які раніше іконного мистецтва не вивчали. Мало хто з них міг про себе сказати, що він веде лінію від якогось ікономалярського осередку в Україні з давніми традиціями – києво-печерського, львівського, почаївського, жовківського чи ін. З часом, однак, під пензлями переважної більшості цих митців традиція ожила, розвинулася й розквітла новими суцвіттями.

## Відродження національного ікономалярства
1991 у процесі відродження національного ікономалярства настало якісне зрушення: ікона повернулася в незалежну Україну. На сьогодні в Україні вже намальовано кілька тисяч ікон і кожного року малюються все нові й нові для відновлених, новозбудованих і тих, що будуються, храмів православної і греко-католицької церков. (Див. також Ікони.)